# Antonio Espina y Capo
Antonio Espina y Capo (Ocaña, 5 de julio de 1850-Madrid, 18 de enero de 1930) fue un médico, académico y senador, pionero de la radiología en España.

## Biografía

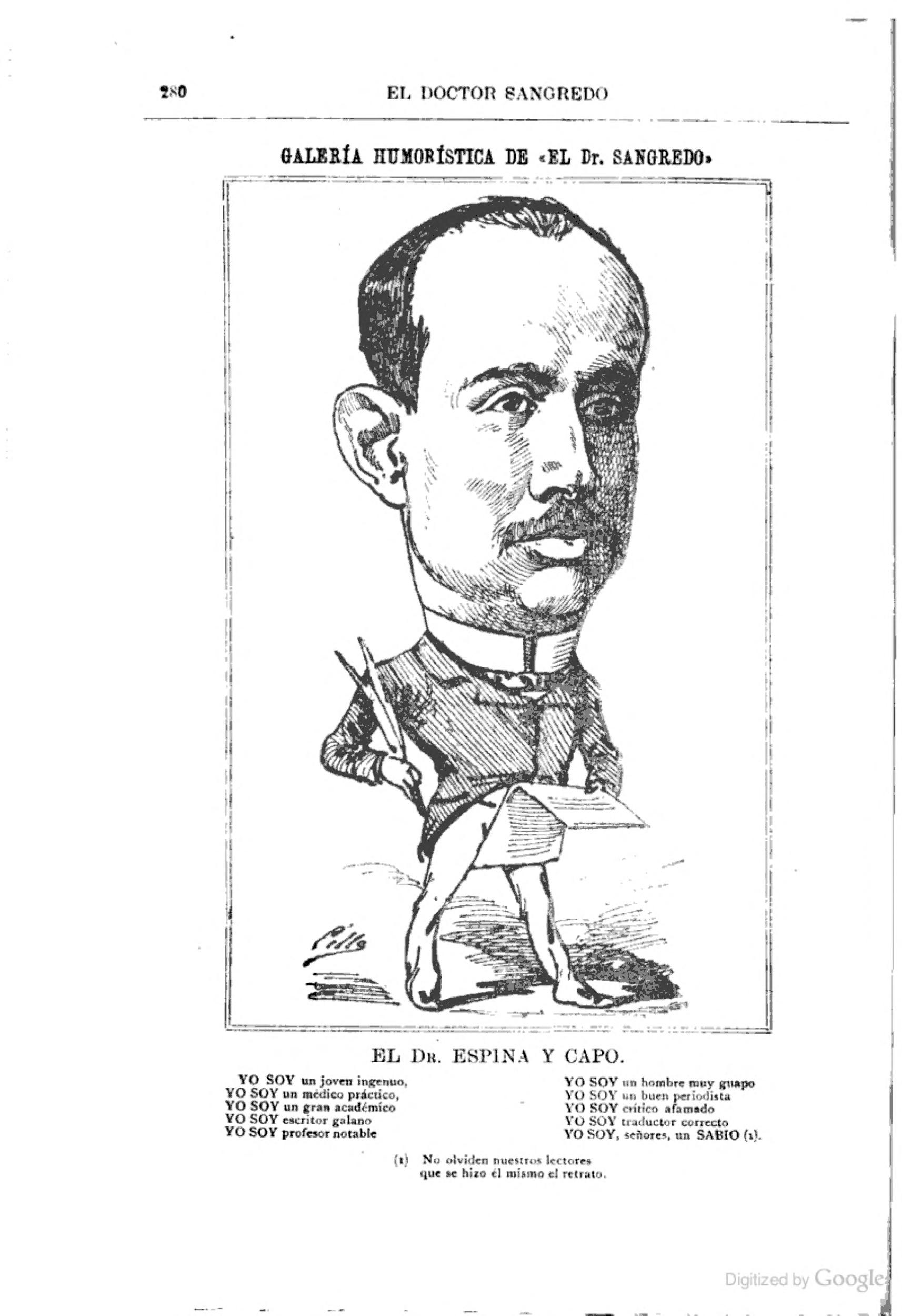
Caricaturizado por Cilla en El Dr. Sangredo (1884)

Hizo el Bachillerato en el Instituto de San Isidro, en Madrid, con excelentes calificaciones, de donde pasó al Colegio de San Carlos, licenciándose en Medicina y Cirugía en 1872, con premio extraordinario, y doctorándose poco después. Al año siguiente ganó en oposiciones una plaza de Inspector de Salubridad e Higiene y poco después, por concurso, fue nombrado Médico Cirujano del Hospital del Niño Jesús. En enero de 1876 ganó por oposición una plaza de Médico de la Beneficencia Provincial, con destino al Hospital General y en ese centro realizó su especialización en enfermedades de corazón y pulmón. Pasados varios años se le autorizó a enseñar clínica, materia en que consiguió gran renombre.
En 1900 fue nombrado catedrático agregado de Patología y Clínica Médicas. Empleó y promovió la tisiología y las nuevas técnicas contra la tuberculosis en España. Fue presidente honorífico en París de los Congresos celebrados allí para el estudio de la tuberculosis. En 1906 fue elegido director del Dispensario «Victoria Eugenia» y desde él hizo activas campañas contra la tuberculosis. En su servicio del Hospital General, durante muchos años, realizó una magnífica labor asistencial y de enseñanza, agradecida públicamente. A sus expensas realizó un primer viaje a Berlín en 1890 para estudiar y conocer los primeros efectos de la tuberculina de Koch y la ensayó en enfermos del Hospital bajo el control de una Comisión científica de la que él mismo formaba parte.
Presidente de la Academia Médico-Quirúrgica Española, perteneció a otras muchas nacionales y de fuera. Fue redactor de la Revista de Medicina y Cirugía Prácticas y otras. Escribió Diagnostic précoce de la tuberculose pulmonaire, Compendio de Patología Médica para alumnos, Compendio de Cardiología, Lecciones de Patología General, Técnicas clínicas de la digital 'La higiene social en la lucha contra la tuberculosis y otras varias. Tradujo, entre otras obras, la Introducción al estudio de la ciencia y la medicina experimental de Claude Bernard (Madrid, 1880) y, con la ayuda de su padre, de Eugène Bouchut y Armand Després, el Diccionario de medicina y de terapéutica médica y quirúrgica comprendiendo el resumen de toda la medicina y de toda la cirugía, las indicaciones terapéuticas de cada enfermedad, la medicina operatoria, los partos, la oculística, la odontecnia, la electricidad, la materia médica, las aguas minerales, y un formulario especial para cada enfermedad. (Madrid: Imp. Carlos Bailly-Bailliere, 1878). Ingresó en la Real Academia de Medicina el 26 de julio de 1898.
Antonio Espina fue el primero en usar los rayos X en Madrid. Propuso utilizar el término "radiografía" en lugar de "fotografía" o "electrofotografía". 
Escribió numerosas obras científicas de su especialidad, la cardiología, pero también sobre epidemiología, tuberculosis y otras materias médicas, y también tradujo numerosas obras científicas.  Compuso una larga autobiografía en cuatro volúmenes bajo el título de 1850 a 1920. Notas del viaje de mi vida. Madrid: Talleres Calpe, 1926-1929. Colaboró en la Revista de Medicina y Cirugía Prácticas y fue senador por la provincia de Teruel en la legislatura 1916-1917.

## Familia
Su padre fue Pedro Espina y Martínez (1815-1883), médico titular en Torrejón de Velasco y Ocaña antes de integrarse en el Hospital Provincial de Madrid en 1852; condecorado con la cruz de la Orden Civil de la Beneficencia de primera clase por sus servicios en las epidemias de cólera de 1855 y 1865, fue también traductor de obras de medicina francesa y echó sus ahorros a perder participando en la creación de dos ruinosas revistas científicas, El Iris de la Medicina (1855) y El Museo Iconográfico Médico, «primera revista científica acompañada de fotografías de casos curiosos».
Uno de los hermanos de Antonio, Pedro Espina y Capo (1847-1905), llegó a ser médico del ejército al igual que su padre. Otro de sus hermanos fue el pintor paisajista Juan Espina y Capo.
Fue tío del escritor y ensayista Antonio Espina. 

## Discípulos
Andrés Martínez Vargas, uno de los precursores de la pediatría en España, fue uno de sus discípulos. En el libro homenaje de su jubilación de 1922, su discípulo le escribe el prólogo.